# インドール-2-モノオキシゲナーゼ
インドール-2-モノオキシゲナーゼ(Indole-2-monooxygenase, EC 1.14.13.137)は、系統名をインドール,NAD(P)H:酸素 オキシドレダクターゼ（2-ヒドロキシル化）(indole,NAD(P)H:oxygen oxidoreductase (2-hydroxylating))という酵素である。以下の化学反応を触媒する。
インドール + NAD(P)H + H+ + O2 {\displaystyle \rightleftharpoons } インドリン-2-オン + NAD(P)+ + H2O
いくつかの植物において、防護やアレロパシーに用いられるベンゾオキサジノイドの生合成に関わっている。